# كلية الصيدلة (جامعة بغداد)

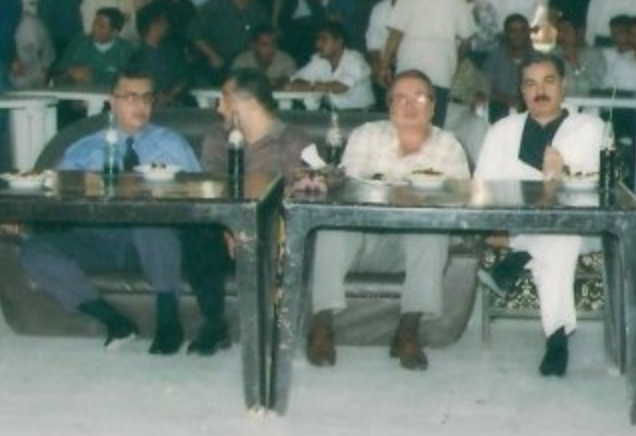
مجموعة من أساتذة كلية الصيدلة في جامعة بغداد عام ٫2001 يظهر العميد السابق د. مصطفى الأول من اليمين، وبجانبه د. نجيب السبع وفي أقصى اليسار د. نوفل نعمان المشهداني الذي كان العميد في حينها

كلية الصيدلة هي إحدى كليات جامعة بغداد تقع في مجمع كليات باب المعظم.

## نبذة تاريخية
أسست كلية الصيدلة سنة 1936 للحاجة الماسة إلى إعداد صيادلة وكيميائيين تتوفر فيهم الكفاءة العلمية والفنية للقيام بالخدمات الصيدلانية والتحاليل الكيميائية في العراق، وكانت تشغل المنصب الريسي في مبنى مؤقتاً ملحقاً بالمستشفى الملكي، وقد تخرجت الدفعة الأولى (12 طالبا) بدرجة صيدلي كيميائي، وفي عام 1947/1948 استحدث في الكلية فرع علمي لدراسة الكيمياء بدرجة بكالوريوس وسميت الكلية رسمياً كلية الصيدلة والكيمياء الملكية حتى عام 1957/1958 إذ الحق الفرع بكلية العلوم والحقت كلية الصيدلة بجامعة بغداد في العام 1958/1959 بعد أن كانت تابعة إلى مديرية الصحة العامة في وزارة الداخلية ثم وزارة الشؤون الاجتماعية، فوزارة الصحة طيلة الفترة السابقة وفي عام1959/1560 وتماشيا مع الدرجات العلمية التي تمنحها جامعة بغداد أصبحت الشهادة التي تمنح لخريجي الكلية هي شهادة بكالوريوس علوم في الصيدلة، وفي عام 1972/1973 استحدثت الدراسات العليا في الكلية لدراسة الماجستير في أربعة مجالات علمية هي الكيمياء الصيدلانية، والعقاقير والنباتات الطبية، والسموم، والصيدلانيات في عام 1975/1976 استحدثت دراسة الدكتوراه في الكيمياء الصيدلانية، وفي عام 1979/1980 اعتمدت الكلية النظام الفصلي للدراسة
ومواكبة للتطور العلمي والعالمي تم استحداث فرع العلوم المختبرية السريرية عام 1984، وفرع الصيدلة السريرية عام 1993 وبذلك أصبح عدد الفروع العلمية في الكلية ستة وهي: الكيمياء الصيدلانية، الصيدلانيات، الأدوية والنباتات الطبية، الأدوية والسموم، العلوم المختبرية السريرية، والصيدلة السريرية.

### أهداف الكلية
- إعداد صيدلي كخبير دوائي مؤهل للعمل في المؤسسات الصحية وصيدلية المجتمع ورعاية المريض والمختبرات الدوائية ومختبرات التحليلات المرضية ومصانع الأدوية، فضلا عن العمل في المكاتب العلمية لدعاية وتسويق الأدوية.
- تقديم الاستشارات العلمية لوزارات ومؤسسات الدولة ذات العلاقة والقطاع الخاص.
- إعداد حملة شهادات عليا (دبلوم عالي، ماجستير، دكتوراه) لرفد الجامعات العراقية ومؤسسات المجتمع بملاكات تدريسية وخبراء مؤهلين في الاختصاصات الدقيقة في العلوم الصيدلانية.
- البحث العلمي في المجالات الصيدلانية المختلفة وعقد المؤتمرات والندوات والحلقات النقاشية والعمل على ربط التعليم الجامعي بحاجات المجتمع وخطط التنمية والتطور العالمي.
كلية الصيدلة جامعة بغداد ليست تخرج جيل من الصيادلة فحسب وانما أيضا تشرف على امتحانات معادلة الشهادة للقادمين من خارج العراق

## الدرجات العلمية التي تمنحها الكلية
- بكالوريوس علوم صيدلة، دبلوم مهني، ماجستير، دكتوراه فلسفة في الاختصاصات التالية:
عقاقير ونباتات طبية، كيمياء صيدلانية، صيدلانيات، أدوية وسموم، علوم مختبرية سريرية، صيدلة سريرية.

### معادلة شهادة الصيدلة في العراق[1]
تشرف كلية الصيدلة جامعة بغداد على امتحانات معادلة خاصة للصيادلة القادمين من خارج العراق وذلك حسب قانون مزاولة المهنة سنة 1970.

### الوحدات ذات الطابع الخاص الملحقة بالكلية
- وحدة دراسة التكافؤ الحيوي
- مكتب الاستشارات الدوائية
- وحدة التعليم المستمر
- وحدة الإنترنت
- وحدة النشاط الرياضي والفني
- وحدة معادلة الشهادة[3]

## الكلية بالأرقام
- عدد خريجي الدراسات الأولية والعليا منذ تأسيس الكلية في سنة 1936 حتى عام 2007/2008 هو أكثر من 8000 طالب وطالبة
- عدد أعضاء الهيئة التدريسية في العام الدراسي 2007/2008 هو 108 تدريسي
- عدد البحوث العلمية للملاك التدريسي في الكلية حتى عام 2007/2008 بواقع يزيد على 500 بحث
- تحتوي مكتبة الكلية على 6434 كتابا، و3940 دورية علمية
- تصدر الكلية مجلة نصف سنوية باسم: المجلة العراقية للعلوم الصيدلانية، وقد صدر عنها منذ تأسيسها 1979 حتى حزيران/2008 23 عددا

### مجلس الكلية[4]
- عميد الكلية / رئيس المجلس: الاستاذ المساعد الدكتور سرمد هاشم كاظم
- معاون العميد للشؤون العلمية: الاستاذ المساعد الدكتور مناف هاشم عبد الرزاق
- معاون العميد للشؤون الإدارية: الاستاذ المساعد الدكتور شهاب حطاب مطلك
- رئيس فرع الصيدلانيات: المدرس الدكتور خالد كاظم عبد سبع
- رئيس فرع الكيمياء الصيدلانية: المدرس الدكتور اياد عبد علي جياد
- رئيس فرع العقاقير والنباتات الطبية: المدرس الدكتور ذكاء زهير عبد الجليل
- رئيس فرع الأدوية والسموم: الاستاذ المساعد الدكتور محمد حسن
- رئيس فرع العلوم المختبرية السريرية: الاستاذ الدكتورة شذى حسين
- رئيس فرع الصيدلة السريرية: الاستاذ المساعد الدكتور ضياء جبار كاظم
- امين المجلس: المدرس شيماء لؤي

## العمداء السابقون[5]
1. د. محمود عبد المعطي القيعي 1936/1941
2. أ. محمود حسونه 1942/1944
3. أ. وارتكيس سيمون سيمو 1944/1945
4. د. يحيى عوني الصافي 1946/1952
5. أ. فؤاد حسيب اسطيفان 1953/1954
6. أ. عبد الفتاح الملاح 1954/1959
7. د. نوري يوسف ميري 1959/1961
8. د. احسان عاصم الراوي 1962/1965
9. أ. عبد الله قصاب باشي 1966/1969
10. د. هاتف حمودي الجليل 1970/1977
11. د. وليد رؤوف أحمد سليمان 1977/1993
12. د. عبد الله ثامر محمد 1994/2001
13. د. نوفل عبد المنعم نعمان 2001/2003
14. د. مصطفى محمد أمين الهيتي 2003/2005
15. د. علاء عبد الرسول 2005/2012
16. د. أحمد عباس حسين 2012 /2019
17. د. سرمد هاشم كاظم 2019 /...

## وصلات خارجية
موقع الكلية على الإنترنت